# Echallens
Echallens (toponimo francese; in tedesco Tscherlitz, desueto) è un comune svizzero di 5 687 abitanti del Canton Vaud, nel distretto del Gros-de-Vaud.

## Storia
Fino al 2008 è stato capoluogo del distretto di Echallens.

### Simboli
Lo stemma comunale riprende l'emblema della signoria dei Montfaucon-Montbéliard, un tempo suzerains di Échallens. Un primo sigillo con l'albero è documentato nel XVI secolo.

## Monumenti e luoghi d'interesse
- Chiesa riformata, eretta nel 1865[1].
- Chiesa parrocchiale cattolica di San Giovanni, eretta nel 1883[1].

## Società

### Evoluzione demografica
L'evoluzione demografica è riportata nella seguente tabella:
Abitanti censiti

## Infrastrutture e trasporti
Echallens è servito dalle stazioni di Echallens, di Sur Roche e di Grésaley, sulla ferrovia Losanna-Echallens-Bercher.

## Amministrazione
Ogni famiglia originaria del luogo fa parte del cosiddetto comune patriziale e ha la responsabilità della manutenzione di ogni bene ricadente all'interno dei confini del comune.